# Meixnerides armatus
Meixnerides armatus is een platworm (Platyhelminthes). De worm is tweeslachtig. De soort leeft in het zoute water.
Het geslacht Meixnerides, waarin de platworm wordt geplaatst, wordt tot de familie Meixnerididae gerekend. De wetenschappelijke naam van de soort werd voor het eerst geldig gepubliceerd in 1952 door Westblad.